# 琴瑟合璧
《琴谱合璧》，古琴谱。康熙辛未（1691）年瀋陽范承都、昆明萬和與曲阜孔歷洲合著。

## 版本
原稿已佚，《琴曲集成》中所收錄者為道光己丑的轉錄本。

## 論述
- 五聲十二律相生圖說
- 琴瑟協律

## 曲目
〈客窗夜話〉、〈平沙落雁〉、〈漢宮秋〉、〈大雅〉